# Johann Michael Mehlig
Johann Michael Mehlig (* 1. Januar 1716 in Weisdrup bei Dresden; † 4. November 1777 in Chemnitz) war ein deutscher lutherischer Theologe.

## Leben
Mehlig besuchte die Dresdner Annenschule und/oder das Gymnasium in Freiberg, studierte seit 1736 Theologie an der Universität Leipzig und an der Universität Wittenberg. An letzterer Universität erwarb er sich 1743 den akademischen Grad eines Magisters der Philosophie. Im selben Jahr noch trat er eine Katechetenstelle an der St.-Peters-Kirche in Leipzig an, 1746 wurde er Substitut des Pastors in Chemnitz und 1772 übernahm er die Stelle des ersten Pastors und Superintendenten von Chemnitz.

## Werkauswahl
- Abhandlung über Genes. I. 31... 1754
- Heilige Rede von schrechlichen Erdbeben. Chemnitz 1756
- Historisches Kirchen- und Ketzerlexikon, aus den besten Schriftstellern zusammengetragen. Chemnitz 1758
- Theologische Abhandlung von der geistlichen Bosheit... 1763
- Prüfende Anmerkungen über Herrn D. W. A. Teiller’s Lehrbegriff des christlichen Glaubens in 4 Teilen. Mit einer Vorrede D. Joh. Friedr. Gühling’s Superint. zu Chemnitz. Chemnitz 1764
- Das erste und schlimmste Buch, oder historisch critische Abhandlung von der Religionslästerlichen Schrift De tribus impostoribus. Chemnitz 1764
- Kurzgefasste Kirchengeschichte A. und N. Testaments bis aufs J. 1766; nebst beygefügten Zeitrechnungstabellen. Chemnitz 1767
- Die neuerlich aufgeworfene und unrichtig beantwortete Frage: Sind alle diejenigen, welche bey der bisherigen Theurung verschmachtet, verdammt worden? sind alle, welche dem Hunger und Tode bisher entgangen, oder durch die Theurung noch rein geworden, fromm? aufs neue schriftmässig beantwortet. Chemnitz 1773